# 四川鱷
四川鱷（學名：Sichuanosuchus）是種已滅絕鱷形超目，生存於侏羅紀晚期到白堊紀早期的中國。